# Scherrbach (Jagst)
Der Scherrbach ist ein Bach im Landkreis Schwäbisch Hall im nordöstlichen Baden-Württemberg, der nach einem weniger als sechs Kilometer langen nordöstlichen bis nördlichen Lauf unterhalb des Weilers Diembot der Kleinstadt Kirchberg an der Jagst von links in die mittlere Jagst mündet.

## Geographie

### Verlauf
Der Scherrbach entsteht am Ostrand des Waldes Erlich etwas nördlich der an Ilshofen vorbeiziehenden A 6 auf etwa 441 m ü. NHN als ein feldwegbegleiteter begradigter Graben zwischen großen flurbereinigten Feldern. Der Bach läuft anfangs östlich und dreht in langsamem Linksbogen am Ober- und Mittellauf auf fast nördliche Richtung. Bald unterquert er die K 2542, die von Ilshofen im Süden nach seinem Weiler Ruppertshofen im Norden führt. Dahinter zieht er durch die nach der gleichnamigen Wüstung Alt-Ilshofen benannte Gemarkung. Nach etwa anderthalb Kilometern läuft von rechts der erste merkliche Zufluss aus der Schelmenklinge zu, die Scherrbach-Mulde ist inzwischen rund 20 Höhenmeter gegenüber den Randhügeln eingetieft. Weniger als einen halben Kilometer weiter mündet von derselben Seite als nächster Bach der Schuckhofbach zu, der einen 1,5 ha großen künstlichen See an seinem Mittellauf durchfließt.
Nach einem kurzen Stück nach Nordwesten in dessen Zulaufrichtung, auf dem der Scherrbach nun erstmals kleine Mäander zeigt, fließt der Ambach auf inzwischen nur mehr etwa 375 m ü. NHN von links zu, ein zum Scherrbach fast parallel laufender Bach, der wenig nördlich von dessen Ursprung ebenfalls am Ostrand des Erlich entsteht. In dessen zuletzt nordöstlicher Richtung zieht er weiter, dann fließen bald fast an derselben Stelle  der Ruppertshofer Bach aus dem namengebenden Dorf von links und der Steinerlohgraben von rechts zu, dieser ist mit seinem 2,3 km langen und dabei ein Teileinzugsgebiet von 2,1 km² entwässerndem Lauf der größte Zufluss überhaupt. Auch er ist wie die anderen ein in seiner natürlichen Mulde, aber meist dicht und windungsarm neben einem neueren Feldweg laufender Graben. Hiernach weitet sich die inzwischen flacher abfallende Mulde des Scherrbachs seitlich bald auf und der Bach tritt ins Weichbild des Kirchberger Weilers Dörrmenz ein, in dessen Ortsmitte mit dem Steingassenbach aus dem Westen der letzte Zufluss mündet.
Am Ortsende beginnt die tief eingeschnittene Unterlaufklinge, in der bald der einsetzende Hangwald bis ans Ufer reicht. Am Ende dieses etwa einen Kilometer langen Abschnitts tritt der Bach auf knapp 325 m ü. NHN in die Jagstaue ein. In dieser läuft der Scherrbach noch etwa hundert Meter an der Waldgrenze unter dem linken Hang entlang und mündet dann auf 317,4 m ü. NHN von links etwa 0,7 km unterhalb der Flussbrücke von Eichenau in die mittlere Jagst.
Der Scherrbach ist 5,6 km lang und mündet etwa 124 Höhenmeter unter seinem Ursprung, sein mittleres Sohlgefälle liegt bei 22 ‰.

### Einzugsgebiet
Der Scherrbach entwässert ein 11,2 km² großes Einzugsgebiet in nordwestlicher bis nördlicher Richtung zur Jagst, das naturräumlich mit seinem Südteil dem Unterraum Haller Ebene der Hohenloher und Haller Ebene angehört, mit seinem kleineren Nordteil den Unterräumen Östliche Kocher-Jagst-Riedel und ganz zuletzt mit dem kleinen Mündungszwickel auch dem Unterraum Mittleres Jagsttal des Nachbar-Naturraums Kocher-Jagst-Ebenen; die Grenze zwischen den Hauptgliederungseinheiten verläuft west-östlich etwa auf der Breite von Ruppertshofen.
Die Wasserscheide verläuft reihum
- im Nordosten gegen den kleinen Jagst-Zufluss Eichenbach;
- im Osten gegen den ebenfalls oberhalb des Scherrbachs zur Jagst entwässernden Heppach und seinen linken Zufluss Teufelsbach.
- Am Südosteck grenzt auf einem kurzen Stück das Einzugsgebiet des noch höheren Jagstzuflusses Herboldshauser Bach an.

Dann beginnt der hydrologisch bedeutendste Teil der Wasserscheide, jenseits dessen Einzugsgebiet des Kochers anliegt, nämlich
- im Süden am Nordrand von Ilshofen das Entwässerungsgebiet der über die Bühler den Kocher erreichenden Schmerach;
- im Südwesten das des Hegenbachs, der über eine Versickerungsstrecke ebenfalls die Schmerach speist;
- im Westen das des Haßfelder Grimmbachs, der in den Kocher-Zufluss Grimmbach mündet.

Nordwestlich von Ruppertshofen liegt der mit etwa 460 m ü. NHN höchste Punkt der gegen den Kocher zu der fast überall 440 m ü. NHN überragenden Jagst-Kocher-Wasserscheide. Hinter dem letzten Stück der Scheide im Nordnordwesten
- läuft allein der kurze Leofelser Bach wiederum zur Jagst, hier unterhalb des Scherrbachs.

Die Gesamtfläche liegt zu fast gleichen Anteilen auf dem Gebiet der Kleinstädte Ilshofen im Süden und Westen und Kirchberg an der Jagst anderswo. Die einzigen Siedlungsplätze darin sind der Kirchberger Weiler Dörrmenz vor dem Beginn der Unterlaufklinge des Scherrbachs und der Ilshofener Weiler Ruppertshofen in der Mulde des nach dem Ort benannten linken Seitenbachs. Ganz im Süden streift die Wasserscheide im Bereich des dortigen Wasserturms die Siedlungsgrenze von Ilshofen selbst, diesseits von ihr liegen fast nur landwirtschaftlich genutzte Gebäude.

### Zuflüsse und Seen
Liste der Zuflüsse und  Seen von der Quelle zur Mündung. Gewässerlänge, Seefläche, Einzugsgebiet und Höhe nach den entsprechenden Layern auf der Onlinekarte der LUBW. Andere Quellen für die Angaben sind vermerkt.
Ursprung des Scherrbachs auf etwa 441 m ü. NHN am Ostrand der Waldinsel Erlich nordwestlich von Ilshofen. Der Bach läuft anfangs nordöstlich.
- Nimmt weniger als 150 Meter vor dem nächsten von rechts und Süden auf etwa 390 m ü. NHN den nur etwas über 0,1 km[LUBW 7] langen Feldweggraben-Ablauf der zwei kleinen Nußheckeweiher auf, zusammen knapp 0,1 ha, die in einem Gehölz am Feldrand auf rund 410 m ü. NHN liegen.
- (Bach aus der Schelmenklinge)  von rechts und Süden auf etwa 395 m ü. NHN wenige Schritte vor der Grenze zum Stadtgebiet von Kirchberg an der Jagst, 0,9 km und ca. 0,5 km². Entsteht auf etwas unter 435 m ü. NHN in einem Graben neben einem Feldweg an dessen Unterführung unter der A 6 jenseits der Hofgruppe in der Oberen Kürze.
- Schuckhofbach (?[LUBW 8]), von rechts und zuletzt Südosten auf etwa 370 m ü. NHN an einer Feldwegkreuzung, 1,5 km und ca. 1,2 km². Entsteht auf etwa 422 m ü. NHN im Feldgewann Romigswinkel ebenfalls an einem Feldweg auf der Stadtgrenze zu Kirchberg. Läuft anfangs nordnordöstlich an einer Waldinsel auf dem rechten Hang im Stumpfholz vorbei, in der ein Doppelgrabenzug der früheren Haller Landheeg erhalten ist.
Nach dem Zulauf des Schuckhofbachs wendet sich der Scherrbach kurz nordwestwärts.
  -  Durchfließt nach langem Lauf in einem Grünstreifen einen im 20. Jahrhundert hinter einem Feldweg angestauten See (Dörrmenzer See? oder Schukoffsee?[LUBW 9]) mit kleiner Gehölzinsel auf etwa 395 m ü. NHN, 1,5 ha.
  - (Feldweggraben vom Nordrand des Stumpfholzes) von rechts und Süden im See, ca. 0,5 km[LUBW 7], zusammen mit einer aufwärts sich fortsetzenden, unbeständig feuchten Rinne im Stumpfholz bis auf die Bergseite der Heggräben ca. 0,8 km[LUBW 7] und ca. 0,4 km². Entsteht im Stumpfholz auf etwa 430 m ü. NHN, als Weggraben auf etwa 415 m ü. NHN.
Nach dem See fließt der Schuckhofbach seine letzten knapp 0,4 km westnordwestwärts.
- Ambach, von links und Westsüdwesten auf etwa 375 m ü. NHN westlich vor der auslaufenden Mittelhöhe, 1,8 km und ca. 0,8 km². Entsteht auf etwa 440 m ü. NHN am Nordosteck der Waldinsel Erlichs.
- Steinerlohgraben, von rechts und zuletzt Südsüdosten auf etwa 372 m ü. NHN, 2,3 km und ca. 2,1 km². Entsteht auf etwa 427 m ü. NHN am Durchlass der Straße Kleinallmerspann–Dörrmenz unter der Autobahn und fließt in langgezogenem Bogen nach links anfangs nordnordöstlich, zuletzt westnordwestlich.
  - Hofbach, von rechts auf etwa 407 m ü. NHN aus dem Gewann Hof, 0,4 km und ca. 0,3 km². Entspringt auf etwa 425 m ü. NHN und läuft westnordwestlich.
- Ruppertshofer Bach[2], von links und Westsüdwesten etwa 1,2 km östlich der Ortsmitte von Ruppertshofen fast gegenüber dem Steinerlohgraben, 1,5 km und ca. 1,8 km². Entsteht auf etwa 412 m ü. NHN am ausgefransten Westrand von Ruppertshofen.
Nach den Zuflüssen Steinerlohgraben und Ruppertshofer Bach fließt der Scherrbach immer nördlicher.
  - Schelmenbach, von rechts und Südwesten auf etwa 373 m ü. NHN an der Kläranlage von Ruppertshofen, 0,8 km und ca. 0,4 km². Entsteht auf etwa 412 m ü. NHN wenig südlich von Ruppertshofen an der Straße von Ilshofen her.
- Steingassenbach, von links und Westen auf rund 370 m ü. NHN nahe an der zentralen Kreuzung in Dörrmenz, ca. 1,5 km[LUBW 10] und ca. 1,2 km². Entsteht auf etwa 424 m ü. NHN im Gewann Guttershofen zwischen Ruppertshofen und Leofels und durchläuft nach der Stadtgebietsgrenze zu Kirchberg gleich das Gewann Egelsee.
  -  Etwa 300 Meter nördlich des Steingassenbach-Ursprungs liegt auf etwa 440 m ü. NHN dicht an der Wasserscheide der Leofelser Moortopf bei einigen Putenställen von Leofels, eine plombierte Einbruchsdoline, in der zeitweise Wasser steht. Entwässert anscheinend über eine Dränage zum Steingassenbach hin.

Mündung des Scherrbachs von links und zuallerletzt Südosten auf 317,4 m ü. NHN ca. 0,7 km flussabwärts von Kirchberg an der Jagst-Diembot in die mittlere Jagst. Der Bach ist 5,6 km lang und hat ein Einzugsgebiet von 11,2 km².

## Geologie
Die Hochebene links über der Jagst, auf der die Bachläufe bis nach Dörrmenz verlaufen, ist vom Muschelkalk aufgebaut, auf welchem aber größtenteils noch eine Lettenkeuperschicht (Erfurt-Formation) aufliegt, die ihrerseits entlang der südöstlichen und südlichen Wasserscheide noch ein breites Band von im Quartär abgelagertem Lösssediment trägt. Der Scherrbach erreicht den Oberen Muschelkalk erst im Weiler Dörrmenz, nach dem das steil eingekerbte Unterlauftal einsetzt, an dessen Überhang in den Jagsttalgrund, etwa 70 Höhenmeter tiefer, immer noch Oberer Muschelkalk ansteht. Einige Dolinen noch auf der Hochebene zeigen dessen Verkarstung an. Der Bach mündet dann im Auensedimentband entlang des Flusses in die Jagst. Bei Betrachtung in der Natur fällt eine großräumige Senkungszone quer zum Scherrbachtal auf, die sich von etwa Ruppertshofen über Dörrmenz und die östliche Wasserscheide hinweg weiter bis Kirchberg zieht.
Im Einzugsgebiet gibt es einige Dolinen, von denen drei Geotope sind: Eine an der Mündung kurz vor der Mündung des Hofbachs in den Steinerlohbach, eine am Eintritt des oberen Steingassenbachs ins Röthölzle sowie der Leofelser Moortopf etwa 400 Meter nordwestlich davon bei einigen nahen Putenställen im Außenbereich des Weilers Leofels. Ebenfalls Geotop ist ein kleiner aufgelassener Steinbruch im Oberen Muschelkalk etwa gegenüber der Hofbach-Mündung; dort oder nahe daran zeichnet die geologische Karte die einzige kleine Insel Oberen Muschelkalks auf der Hochebene ein. Hinzu kommt ein alter Hohlweg dicht an der Schelmenklinge.

## Natur und Schutzgebiete
Das Einzugsgebiet ist fast ganz offen und wird weit überwiegend beackert. Der Wald beschränkt sich auf die Unterlaufklinge ab Dörrmenz sowie wenige kleine Waldinseln in Höhenlage auf der und etwas vor der Wasserscheide. Das Gebiet auf der Hochfläche ist flurbereinigt, mit großen Ackerflächen, die Läufe sind meist begradigt und von befestigten Flurwegen begleitet; sie begleitende Baum- und Heckenreihen sind ebenfalls meist angelegt.
Im Gebiet gibt es einige Naturdenkmale, von denen der Leofelser Moortopf, der Hohlweg an der Schelmenklinge, der aufgelassene Steinbruch und die nahe Doline schon bei den Geotopen erwähnt wurden. Daneben ist auch der (1937 noch nicht vorhandene) Dörrmenzer See/Schukoffsee Naturdenkmal, der nördliche Waldrand des Waldes Erlich nahe dem Ambach-Ursprung und die Gehölzgruppe um die zwei zum oberen Scherrbach entwässernden kleinen Weiher. Unterhalb von Dörrmenz liegt das Tal im Landschaftsschutzgebiet Mittleres Jagsttal mit Nebentälern und angrenzenden Gebieten.

### LUBW
Amtliche Online-Gewässerkarte mit passendem Ausschnitt und den hier benutzten Layern: Lauf und Einzugsgebiet des Scherrbachs

Allgemeiner Einstieg ohne Voreinstellungen und Layer: Daten- und Kartendienst der Landesanstalt für Umwelt Baden-Württemberg (LUBW) (Hinweise)
1. 1 2  Höhe nach dem Höhenlinienbild auf dem Hintergrundlayer Topographische Karte.
2. 1 2  Höhe nach schwarzer Beschriftung auf dem Hintergrundlayer Topographische Karte.
3. 1 2  Länge nach dem Layer Gewässernetz (AWGN).
4. 1 2  Einzugsgebiet nach dem Layer Basiseinzugsgebiet (AWGN).
5. ↑  Seefläche nach dem Layer Stehende Gewässer.
6. ↑  Einzugsgebiet abgemessen auf dem Hintergrundlayer Topographische Karte.
7. 1 2 3 4  Länge abgemessen auf dem Hintergrundlayer Topographische Karte.
8. ↑  Name Schuckhofbach nach den Layern Gewässernetz (AWG) und  Gewässername. Der durchflossene See heißt auf dem Layer Stehende Gewässer dagegen Schukoffsee, ein ihm anliegendes Ackergewann trägt auf dem Layer Liegenschaftskataster den Namen Schukoff, ein nach Namensform in der Umgebung sehr ungewöhnlicher Name. Möglicherweise sind die genannten Namen, der des Bachs wie der des Sees, nicht sehr verlässlich.
9. ↑  Name nach der Bezeichnung eines dortigen Biotops, das auf dem Layer Biotop als Feldgehölze Dörrmenzer See SW Dörrmenz auftritt. Da in dieser Bezeichnung Dörrmenz ein explizit zweites Mal offenbar zur Verortung auftritt, scheint dem Bearbeiter Dörrmenzer See als Eigenname des Sees zu gelten. Der Layer Stehende Gewässer dagegen nennt den See Schukoffsee. Siehe dazu auch die Fußnote zum Namen Schuckhofbach für den durchfließenden Bach.
10. ↑  Länge nach dem Layer Gewässernetz (AWGN); ein auf der Gewässerkarte unberücksichtigtes Oberlaufgrabenstück wurde auf dem Hintergrundlayer Topographische Karte abgemessen und zugeschlagen.
11. ↑  Beschreibungen allenfalls bei den assoziierten Biotopen auf dem Layer Biotop.
12. ↑  Die Begradigung ist gut erkennbar beim Vergleich des Hintergrundlayers Topographische Karte mit dem historischen Meßtischblatt 6825 Ilshofen von 1937 in der Deutschen Fotothek.
13. ↑  Schutzgebiete auf den einschlägigen Layern.

### Andere Belege
1. ↑  Wolf-Dieter Sick: Geographische Landesaufnahme: Die naturräumlichen Einheiten auf Blatt 162 Rothenburg o. d. Tauber. Bundesanstalt für Landeskunde, Bad Godesberg 1962. → Online-Karte (PDF; 4,7 MB)
2. ↑  Nach dem Kapitel zur Altgemeinde Ruppertshofen in der Beschreibung des Oberamts Gerabronn von 1847 wurde damals dieser Oberlauf als Scherrbach bezeichnet.
3. ↑  Geologie grob nach: Mapserver des Landesamtes für Geologie, Rohstoffe und Bergbau (LGRB) (Hinweise)